# Hungría en los Juegos Olímpicos de Lake Placid 1980
Hungría estuvo representada en los Juegos Olímpicos de Lake Placid 1980 por dos deportistas que compitieron en patinaje artístico.  
El portador de la bandera en la ceremonia de apertura fue el patinador artístico András Sallay.

## Medallistas
El equipo olímpico húngaro obtuvo las siguientes medallas:
| Nombre                          | Deporte            | Competición       |
| ------------------------------- | ------------------ | ----------------- |
| Oro                             |                    |                   |
| —                               |                    |                   |
| Plata                           |                    |                   |
| Krisztina Regőczy András Sallay | Patinaje artístico | Danza sobre hielo |
| Bronce                          |                    |                   |
| —                               |                    |                   |